# Чаттерджі Суніті-Кумар
Чаттерджі Суніті-Кумар (26 листопада 1890, Хаора — 29 травня 1977, Калькутта) — індійський філолог-сходознавець, громадський і політичний діяч.
У 1913 році закінчив Калькутський окружний коледж. Потім в 1919—1922 роках в Лондонському університеті, Паризькому університеті, Колеж де Франс і Школі живих східних мов вивчав австроазійське, індоєвропейське, індійське, іранське, класичне і слов'янське мовознавство.
З 1922 року — професор Калькутського університету.
У 1964 році став національним професором Індії з гуманітарних наук.
З 1968 року — віце-президент, а з 1969 року — президент Літературної академії в Делі.
Спільно з Рабіндранатом Тагором здійснив поїздки в Індонезію, Малайзію і Таїланд, про що пізніше написав у своїй книзі.
Займався вивченням історії морфології і фонетики бенгальської мови, досліджував розвиток індоарійських мов, особливо пракрити, лексику нових і середніх індоарійських мов, а також вплив субстрату (австроазійські і дравідійські мови).
У 1926 році вийшла головна праця «Походження і розвиток бенгальської мови», завдяки якому було започатковано індійське мовознавство на сучасному науковому рівні. Є автором робіт з літературознавства бенгальською мовою. В цілому опублікував близько 900 робіт англійською мовою, а також на бенгалі, хінді, санскриті.